# Глізе 581 e

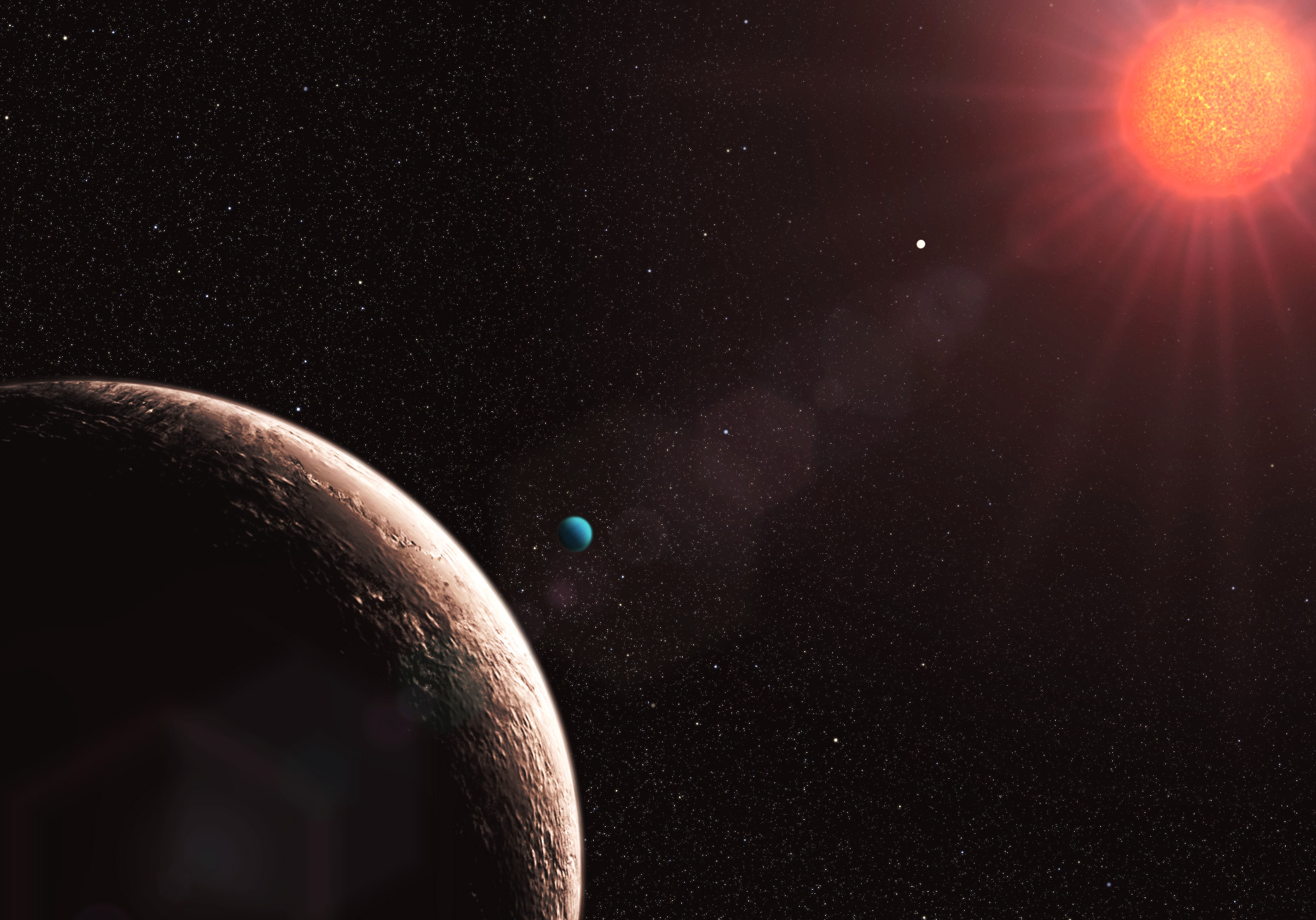
Глізе 581 e в поданні художника.

Глізе 581 e (Gliese 581 e) — четверта по порядку відкриття і найближча по розташуванню екзопланета в планетарній системі зірки Глізе 581, яка перебуває на відстані близько 20 світлових років від Землі в сузір'ї Терезів. Маса не менше 1,9 мас Землі.
Планета обертається на відстані 0,03 астрономічної одиниці навколо зірки і робить один оборот навколо зірки за 75,58 години.
Відкриття планети було оголошено співробітником Женевської обсерваторії Мішелем Майором 21 квітня 2009 року на Європейській конференції з астрономії. Планета була виявлена за допомогою високоточного спектрографа HARPS, встановленого на 3,6-метровому телескопі Ла-Сілья Європейської південної обсерваторії в Чилі.
До відкриття Глізе 581 e найменшою за масою відомою екзопланетою була надземля MOA-2007-BLG-192L b (3,3 маси Землі). З 24 серпня 2010 року екзопланетою з найменшою відомою масою, що обертається довкола нормальної зірки стали вважати HD 10180 b масою 1,35 ± 0,23 M⊕. У 2011 році відкрили мініземлю Kepler 20 f розміром з Землю і масою 0,66 маси Землі. У 2012 році була відкрита мініземля KOI-961 d розміром з Марс і масою <0,9 маси Землі.